# Ro-60
Ro-60 — підводний човен Імперського флоту Японії, який взяв участь у Другій світовій війні.
Корабель, який спорудили у 1923 році на корабельні компанії Mitsubishi у Кобе, належав до підтипу L4 (він же тип Ro-60) типу L.
Станом на момент вступу Японії у Другу світову війну Ro-60 належав до 26-ї дивізії підводних човнів та перебував на атолі Кваджелейн на Маршаллових островах (до середини 1942-го японські підводні сили активно використовували цю передову базу).
11 грудня 1941-го японський загін, що мав оволодіти островом Вейк (вісім сотень кілометрів на північ від Маршаллових островів), неочікувано зазнав поразки. У межах підготовки до другої спроби японці додатково залучили великі сили, зокрема, 12 грудня з Кваджелейну до Вейку вийшов Ro-60 (туди ж попрямували і два інші човни 26-ї дивізії). 21 грудня за кілька десятків кілометрів на південний захід від Вейку американський літак обстріляв Ro-60 та скинув на нього дві бомби. Човен екстрено занурився, втім, при подальшому обслідуванні виявилось, що на Ro-60 пошкоджені перископи та наявні пробоїни у баластних танках. Як наслідок, командир човна вирішив повернутись на базу (невдовзі після цього, 23 грудня, японське угруповання заволоділо Вейком з другої спроби).
У перші години 29 грудня 1941-го при підході до Кваджелейну в умовах поганої погоди Ro-60 сів на північний риф атола та зазнав серйозних пошкоджень. Вдень на допомогу прибула плавуча база підводних човнів Jingei, втім, під час рятувальної операції Ro-60 зазнав додаткових важких пошкоджень і був полишений. Усі 66 членів екіпажу перейшли на борт Jingei.
Протягом війни згодом полишений корпус Ro-60 не раз піддавали обстрілам, що в одному з випадків призвело до детонації торпед човна, яка розірвала його на частини.